# Astatotilapia desfontainii
Astatotilapia desfontainii (Syn.: Haplochromis desfontainii) ist eine Art der Buntbarsche, die in einigen Oasengewässern in Algerien und Tunesien vorkommt. Terra typica sind die warmen Quellen der tunesischen Oasenstadt Gafsa. Die Art wurde zu Ehren von M. Desfontaines benannt, der wahrscheinlich die Typusexemplare gefangen hat.

## Merkmale
Die Fischart kann eine Gesamtlänge von 15 cm erreichen und hat einen gestreckten, seitlich abgeflachten Körper mit großem Kopf und Maul. Sie ist von bräunlicher bis olivgrüner Grundfarbe. Bei auffallendem Licht glänzt sie bläulich bis perlmuttfarben. Eine dunkle Längsbinde, die vom Auge über die Körpermitte bis zur Basis der Schwanzflosse verläuft, und mehrere Querbinden können vorhanden sein aber auch ganz oder teilweise fehlen. Ein dunkler Streifen vom Auge zum Maulwinkel und ein dunkler, golden umrandeter Fleck auf dem Kiemendeckel sind dagegen fast immer vorhanden. Die Rückenflosse hat einen orangefarbenen Saum. Sie und die Schwanzflosse tragen zahlreiche kleine orange oder braune Punkte. Die Bauchflossen sind schwarz. Die männliche Afterflosse zeigt vier bis acht orange, schwarz umrandete Eiflecke. Zur Laichzeit sind die Männchen stahlblau mit orangeroten Zeichnungselementen, schwarzen Flossen und blauen Lippen. Weibchen sind insgesamt weniger farbig, ihre Afterflosse trägt keine Eiflecke.
- Flossenformel: Dorsale XIV–XVI/9–10, Anale III(–IV)/8–11.
- Schuppenformel: mLR 28–36, SL 17–22/6–15.

## Lebensweise
Astatotilapia desfontainii kommt im Quellteichen, Brunnen und ähnlichen Gewässern in Oasen am Nordrand der Sahara vor. Das Wasser ist in der Regel sehr mineralreich und die Temperatur schwankt im Tagesverlauf stark, im Durchschnitt zwischen 25 und 32 °C. Neben den Buntbarschen leben hier in den meisten Fällen zahlreiche Guppys, die vom Menschen zum Zweck der Mückenbekämpfung eingeführt wurden. Wie alle haplochrominen Buntbarsche ist Astatotilapia desfontainii ein ovophiler Maulbrüter, bei dem das Weibchen die Brutpflege übernimmt.

## Parasiten
Astatotilapia desfontainii ist zweiter Zwischenwirt des Saugwurms Centrocestus cuspidatus und beherbergt dessen Metazerkarien. Der Verzehr von rohen oder ungenügend erhitzen Fischen kann beim Menschen, bei Hunden, Katzen und Füchsen zu einer Infektion mit diesem Darmegel führen.